# Telenomus pilumnus
Telenomus pilumnus is een vliesvleugelig insect uit de familie van de Scelionidae. De wetenschappelijke naam van de soort is voor het eerst geldig gepubliceerd in 1836 door Walker.